# 羅莎門德·克利弗德
羅莎門德·克利弗德（Rosamund Clifford；1150年—1176年）是英格兰國王亨利二世的王室情婦。
羅莎門德的名字意為「世界的玫瑰」，來自拉丁文「rosa mundi」。

## 傳說
羅莎蒙德深受亨利二世寵愛，引起了艾莉諾王后不滿，亨利於是在牛津建了一個帶地下迷宮的城堡將羅莎門德金屋藏嬌，但艾莉諾王后最終成功潛入城堡找到她，讓她在匕首和毒藥之間做出選擇，羅莎門德選擇後者而亡。這個故事流傳雖廣，並成為許多繪畫、小說的題材，但確定只是後人杜撰，因為羅莎蒙德於西元1176年逝世，根據絕大部分中世紀史家的信史記載，其時艾莉諾王后正因為此前煽動眾王子叛亂而遭亨利二世軟禁，故此幾近絕無逃脫並刺殺羅莎蒙德之可能。

## 逝世
羅莎門德於1176年去世，被安葬在牛津的嘉茲陶修道院（Godstow Abbey），1191年亨利二世駕崩，兩年後林肯主教以羅莎門德的情婦身分不適合葬於修道院，將她的遺骨遷出，但幾年後她又被重新安葬回該修道院。